# Crocodiles
Crocodiles -en españolː Cocodrilos- es el álbum debut de la banda británica de post-punk Echo & the Bunnymen, publicado el 18 de julio de 1980 en el Reino Unido y el 17 de diciembre de 1980 en Estados Unidos.
El álbum fue grabado en los Estudios Eden de Londres y en los Estudios Rockfield ubicados cerca de Monmouth, Gales, bajo la producción de Bill Drummond y David Balfe, con la excepción del sencillo «Rescue», producido con anterioridad por Ian Broudie. Tanto la música como la portada del disco reflejan oscuridad y tristeza.
Tras su publicación, el disco obtuvo reseñas positivas de la crítica musical, recibiendo una calificación de cuatro sobre cinco estrellas en las revistas musicales Rolling Stone y Blender. Además, llegó al puesto número 17 de la lista de ventas británica, donde la British Phonographic Industry lo certificó disco de oro en 1984. Antes de la publicación del disco, las canciones «Pictures on My Wall» y «Rescue» fueron editadas como sencillos.
Fue incluido en la lista de los 1001 Álbumes que hay que oír antes de morir, y en el 2020 el álbum fue ubicado en el puesto 72 de los 80 mejores álbumes de 1980, de la revista Rolling Stone.

## Antecedentes y grabación
Ian McCulloch (voz principal), Will Sergeant (guitarrista líder) y Les Pattinson (bajo) formaron Echo & the Bunnymen en 1979 acompañándose de una caja de ritmos en lugar de un batería. En mayo de 1979 publicaron su sencillo debut, «The Pictures on My Wall», a través de la discográfica independiente Zoo Records. Poco después firmaron un contrato con la subsidiaria de WEA, Korova, que les instó a contratar un batería. Pete de Freitas se unió a la banda a comienzos de 1980 y grabaron su segundo sencillo, «Rescue», en los Estudios Eden de Londres con el productor y exmiembro de Big in Japan, Ian Broudie.
En junio de 1980, Echo & the Bunnymen comenzó una gira británica poco antes de entrar en los Estudios Rockfield de Monmouth, Gales para grabar su álbum debut. A pesar de que se habló de contratar al cantante estadounidense Del Shannon para producir el disco, finalmente se encargaron de ello Bill Drummond, mánager de la banda, y su socio y teclista del grupo The Teardrop Explodes, David Balfe. A pesar de que las sesiones de grabación sólo duraron tres semanas, Pattinson se sorprendió de lo aburrido que resultó el proceso, llegando a comentar al respecto que «hubo mucho tiempo libre» sin tener que editar ni alterar demasiado el resultado.

## Música y letras
La música de Crocodiles es, en general, oscura y temperamental. En 1980, la revista británica NME describió las letras de McCulloch como «salpicadas de temas de pena, horror y desesperación, temas reforzados con imaginería animal y sexual tempestuosa», mientras que la revista estadounidense Creem describió Crocodiles como «un disco temperamental y misterioso a la par que fascinante». En 1981, el crítico musical David Fricke, escribiendo para la revista Rolling Stone, dijo: «En lugar de con drogas, McCulloch alucina con sus peores miedos: aislamiento, muerte y bancarrota emocional».
El periodista musical británico Simon Reynolds, en su libro de 2005 Rip It Up and Start Again: Post Punk 1978–1984, describió el sonido del álbum como «nivelado y poco denso». El mismo texto continuó hablando de las «líneas de bajo de granito» de Pattison llevando la melodía; de la forma de tocar la guitarra de Sergeant como «cuarzo irregular» y evitando «todo lo que pueda parecer un solo, exceptuando algún repique de sílex de guitarra líder»; define la batería de De Freitas como minimalista y de «impelente urgencia»; y termina diciendo que las voces de McCulloch tienen «una autoridad precoz». Reynolds describió las canciones diciendo que tienen raíces en «la duda, la angustia y la desesperación», mientras que «su sonido es preciso y brillante, cosa que transmite sensaciones contradictorias de confianza, vigor y euforia». También describió el verso «Stars are stars and they shine so hard» – extraída de la canción «Stars Are Stars» – diciendo que evidencia cómo la banda no se avergonzaba de mostrar sus ganas de ser famosos. En 1989, McCulloch le comentó a Reynolds cómo de adolescente sentía «una gran cámara de cine en el cielo», y describió la línea inicial de la canción «Going Up» – «Ain't thou watching my film» – como una frase horrible, diciendo que «la intención era que fuese una ironía, pero eso es lo que me alentó».
Por otra parte, Ned Ragget, en su reseña para Allmusic, le otorgó al disco cuatro estrellas y media sobre un total de cinco y comentó: «Es enérgico, no malgasta una sola nota, quemando con casi incontrolada energía. Crocodiles sigue siendo un clásico por derecho propio».

## Portada
Las fotografías utilizadas para la portada de Crocodiles fueron tomadas por el fotógrafo Brian Griffin, quien tomó una serie de fotos de la banda en un bosque cercano a Rickmansworth, Hertfordshire de noche, intentando mostrar temas como la introspección, la desesperación y la confusión. El crítico musical Chris Salewicz dijo sobre la fotografía de la portada: «[...] los Bunnymen están en poses de histriónica desesperación en un bosque casi neuróticamente gótico que evoca recuerdos de elfos y fábulas de leyendas arturianas». Por otra parte, la revista Creem comentó que «el diseño de la portada sugiere cuatro chicos aturdidos y confusos en un sueño de drogas, un panorama ¿dónde estamos? surreal. Las imágenes de The Bunnymen son de soledad, de desconexión, de un mundo fracasado».
Originalmente, la banda quería incluir en las fotografías estacas ardiendo. Sin embargo, debido a la posible relación con la imagen del Ku Klux Klan, se contentaron con unas luces deprimentes. A pesar de ello, McCulloch quedó contento con el resultado, diciendo que «la portada [...] es mejor para observar que la Mona Lisa». No obstante, Sergeant se mostró menos contento y comentó que «estaba jodido porque en la contraportada aparece una foto de McCulloch».

## Publicación
El álbum se puso a la venta originalmente en formato LP en el Reino Unido el 18 de julio de 1980 a través de Korova, subsidiaria de Warner Bros. Records. Las canciones «Do It Clean» y «Read It in Books» solo se incluyeron en la versión de casete y fueron omitidas de la versión en vinilo, debido a que el director de Warner Bros., Rob Dickins, pensó que contenían elementos obscenos. Dickins admitió poco después su error y añadió las canciones en la versión estadounidense del disco, publicada a través de Sire Records el 17 de diciembre de 1980. Las dos canciones se incluyeron a posteriori con el lanzamiento británico en forma de un sencillo de edición limitada. El álbum se publicó por primera vez en CD en mayo de 1989 a través de WEA en el Reino Unido, mientras que Sire Records lo reeditó en Estados Unidos al año siguiente. 
Antes de la publicación del álbum, las canciones «Pictures on My Wall» (bajo el título de «The Pictures on My Wall») y «Rescue» ya habían sido publicadas como sencillos. El primer sencillo de la banda, «The Pictures on My Wall», fue publicado el 5 de mayo de 1979. La canción fue grabada y publicada antes de que de Freitas se uniese al grupo, por lo que se regrabó con él para la versión incluida en el álbum. El segundo sencillo de la banda, «Rescue», se publicó un año después, el 5 de mayo de 1980, y se convirtió en la primera canción de Bunnymen en entrar en las lista británica UK Singles Chart, donde alcanzó el puesto 62.
Al igual que los cinco primeros discos de la banda, Crocodiles fue remasterizado y reeditado en CD en 2003 y contiene diez pistas adiconales en la versión británica y ocho en la estadounidense. Estas publicaciones se comercializaron como ediciones conmemorativas del 25º aniversario de la formación del grupo. La versión del Reino Unido contiene las pistas excluidas en su primera edición, «Do It Clean» y «Read It in Books». Entre el resto de las pistas adicionales se encuentran la canción «Simple Stuff», cara B del sencillo «Rescue», versiones demo de «Villiers Terrace», «Pride» y «Simple Stuff» de las sesiones de grabación del disco, y cuatro canciones extraídas del EP Shine So Hard: «Crocodiles», «Zimbo», «All That Jazz» y «Over the Wall». La producción de esta reedición corrió a cargo del historiador musical Andy Zax y del productor Bill Inglot.
La banda escocesa Idlewild versionó «Rescue» en su sencillo «These Wooden Ideas», publicado en junio de 2000. A finales de 2001, el cantautor Kelley Stoltz publicó su disco Crockodials, en el que versionó todas las canciones del álbum de Echo & the Bunnymen.

## Recepción
En su reseña para la revista NME de 1980, Chis Salewicz describió el disco como «posiblemente el mejor álbum del año de una banda británica». En 1981, David Fricke, en una reseña para la revista musical Rolling Stone, le otorgó cuatro de cinco estrellas posibles y dijo sobre la voz de McCulloch que «se especializa en una especie de apocalíptica meditación melancólica, mezclando los gritos psicosexuales de Jim Morrison, las inflexiones vocales parecidas a David Bowie y los ladridos nihilísticos de sus coetáneos punk convertidos en un perturbante retrato del cantante como un joven neurótico». A continuación, añadió: «Detrás de él, la apasionante música se hincha hasta convertirse en cantos fúnebres del estilo Doors («Pictures on My Wall»), dinámicas guitarras tipo PiL («Monkeys»), espeluznante pop evocador («Rescue») y juergas alzadas tipo new wave mezcla de Yardbirds y Elevators («Do It Clean», «Crocodiles»)». 
Tras su publicación, Crocodiles alcanzó el puesto número 17 de la lista británica de álbumes más vendidos en julio de 1980. Desde entonces el disco ha vendido más de 100 000 copias y la banda recibió un disco de oro otorgado por la British Phonographic Industry el 5 de diciembre de 1984. En 1993, la revista NME incluyó Crocodiles en el puesto número 28 de su lista de los 50 mejores discos de la década de 1980, mientras que en 2006, la revista Uncut lo incluyó en el puesto 69 de su lista de los 100 mejores álbumes debut de la historia.

## Lista de canciones
Todas las canciones escritas y compuestas por Will Sergeant, Ian McCulloch, Les Pattinson y Pete de Freitas, excepto donde se anota. 
| Cara uno |                                                          |              |          |  |
| N.º      | Título                                                   | Escritor(es) | Duración |  |
| 1.       | «Going Up»                                               |              | 3:57     |  |
| 2.       | «Do It Clean» (Excluida en la versión británica de 1980) |              | 2:44     |  |
| 3.       | «Stars Are Stars»                                        |              | 2:45     |  |
| 4.       | «Pride»                                                  |              | 2:41     |  |
| 5.       | «Monkeys»                                                |              | 2:49     |  |
| 6.       | «Crocodiles»                                             |              | 2:38     |  |

| Cara dos |                                                               |                                             |          |  |
| N.º      | Título                                                        | Escritor(es)                                | Duración |  |
| 1.       | «Rescue»                                                      |                                             | 4:26     |  |
| 2.       | «Villiers Terrace»                                            |                                             | 2:44     |  |
| 3.       | «Read It in Books» (Excluida en la versión británica de 1980) | Ian McCulloch, Julian Cope                  | 2:31     |  |
| 4.       | «Pictures on My Wall»                                         | Will Sergeant, Ian McCulloch, Les Pattinson | 2:52     |  |
| 5.       | «All That Jazz»                                               |                                             | 2:43     |  |
| 6.       | «Happy Death Men»                                             |                                             | 4:56     |  |

### Reedición de 2003
Crocodiles fue remasterizado y reeditado en 2003 con las diez canciones originales publicadas en la versión británica del álbum más diez pistas adicionales:

| Pistas adicionales en la reedición de 2003 |                                                                              |                 |          |  |
| N.º                                        | Título                                                                       | Escritor(es)    | Duración |  |
| 11.                                        | «Do It Clean» (Originalmente publicada en la versión estadounidense)         |                 | 2:44     |  |
| 12.                                        | «Read It in Books» (Originalmente publicada en la versión estadounidense)    | McCulloch, Cope | 2:31     |  |
| 13.                                        | «Simple Stuff»                                                               |                 | 2:38     |  |
| 14.                                        | «Villiers Terrace» (Versión demo)                                            |                 | 3:08     |  |
| 15.                                        | «Pride» (Versión demo)                                                       |                 | 2:54     |  |
| 16.                                        | «Simple Stuff» (Versión demo)                                                |                 | 2:37     |  |
| 17.                                        | «Crocodiles» (En directo, originalmente publicada en el EP Shine So Hard)    |                 | 5:09     |  |
| 18.                                        | «Zimbo» (En directo, originalmente publicada en el EP Shine So Hard)         |                 | 3:36     |  |
| 19.                                        | «All That Jazz» (En directo, originalmente publicada en el EP Shine So Hard) |                 | 2:53     |  |
| 20.                                        | «Over the Wall» (En directo, originalmente publicada en el EP Shine So Hard) |                 | 5:28     |  |

## Personal
| Músicos - Ian McCulloch – voz y guitarra - Will Sergeant – guitarra líder - Les Pattinson – bajo - Pete de Freitas – batería y Caja de ritmos | Personal técnico - Bill Drummond[C] – productor (álbum original y las canciones extraídas de Shine So Hard) - David Balfe[C] – productor (álbum original) y teclista - Ian Broudie – productor («Pride» y «Rescue») - The Bunnymen – productor («Simple Stuff») - Pat Moran – productor (primeras versiones) - Hugh Jones – productor (canciones de Shine So Hard) e ingeniería (álbum original) - Andy Zax – productor (reedición) - Bill Inglot – productor (reedición) y remasterización - Rod Houison – ingeniería ("Pride" y "Rescue") - Gary Edwards – ingeniería (primeras versiones) - Dan Hersch – remasterización - Brian Griffin – fotografía - Bill Butt – fotografía |